# شيرنغ العليا
شیرنغ العلیا () (بالفارسية: شیرنگ علیا) هي قرية تقع في إيران في قسم شیرنغ الریفي. يقدر عدد سكانها بـ 2,206 نسمة .